# 1802
Portal Geschichte | Portal Biografien | Aktuelle Ereignisse | Jahreskalender | Tagesartikel

◄ |
18. Jahrhundert |
19. Jahrhundert
| 20. Jahrhundert | ►

◄ |
1770er |
1780er |
1790er |
1800er
| 1810er | 1820er | 1830er | ►

◄◄ |
◄ |
1798 |
1799 |
1800 |
1801 |
1802
| 1803 | 1804 | 1805 | 1806 | ► | ►►
Staatsoberhäupter  · Nekrolog   · Musikjahr
| Januar | Januar | Januar | Januar | Januar | Januar | Januar | Januar |
| Kw     | Mo     | Di     | Mi     | Do     | Fr     | Sa     | So     |
| ------ | ------ | ------ | ------ | ------ | ------ | ------ | ------ |
| 53     |        |        |        |        | 1      | 2      | 3      |
| 1      | 4      | 5      | 6      | 7      | 8      | 9      | 10     |
| 2      | 11     | 12     | 13     | 14     | 15     | 16     | 17     |
| 3      | 18     | 19     | 20     | 21     | 22     | 23     | 24     |
| 4      | 25     | 26     | 27     | 28     | 29     | 30     | 31     |

| Februar | Februar | Februar | Februar | Februar | Februar | Februar | Februar |
| Kw      | Mo      | Di      | Mi      | Do      | Fr      | Sa      | So      |
| ------- | ------- | ------- | ------- | ------- | ------- | ------- | ------- |
| 5       | 1       | 2       | 3       | 4       | 5       | 6       | 7       |
| 6       | 8       | 9       | 10      | 11      | 12      | 13      | 14      |
| 7       | 15      | 16      | 17      | 18      | 19      | 20      | 21      |
| 8       | 22      | 23      | 24      | 25      | 26      | 27      | 28      |

| März | März | März | März | März | März | März | März |
| Kw   | Mo   | Di   | Mi   | Do   | Fr   | Sa   | So   |
| ---- | ---- | ---- | ---- | ---- | ---- | ---- | ---- |
| 9    | 1    | 2    | 3    | 4    | 5    | 6    | 7    |
| 10   | 8    | 9    | 10   | 11   | 12   | 13   | 14   |
| 11   | 15   | 16   | 17   | 18   | 19   | 20   | 21   |
| 12   | 22   | 23   | 24   | 25   | 26   | 27   | 28   |
| 13   | 29   | 30   | 31   |      |      |      |      |

| April | April | April | April | April | April | April | April |
| Kw    | Mo    | Di    | Mi    | Do    | Fr    | Sa    | So    |
| ----- | ----- | ----- | ----- | ----- | ----- | ----- | ----- |
| 13    |       |       |       | 1     | 2     | 3     | 4     |
| 14    | 5     | 6     | 7     | 8     | 9     | 10    | 11    |
| 15    | 12    | 13    | 14    | 15    | 16    | 17    | 18    |
| 16    | 19    | 20    | 21    | 22    | 23    | 24    | 25    |
| 17    | 26    | 27    | 28    | 29    | 30    |       |       |

| Mai | Mai | Mai | Mai | Mai | Mai | Mai | Mai |
| Kw  | Mo  | Di  | Mi  | Do  | Fr  | Sa  | So  |
| --- | --- | --- | --- | --- | --- | --- | --- |
| 17  |     |     |     |     |     | 1   | 2   |
| 18  | 3   | 4   | 5   | 6   | 7   | 8   | 9   |
| 19  | 10  | 11  | 12  | 13  | 14  | 15  | 16  |
| 20  | 17  | 18  | 19  | 20  | 21  | 22  | 23  |
| 21  | 24  | 25  | 26  | 27  | 28  | 29  | 30  |
| 22  | 31  |     |     |     |     |     |     |

| Juni | Juni | Juni | Juni | Juni | Juni | Juni | Juni |
| Kw   | Mo   | Di   | Mi   | Do   | Fr   | Sa   | So   |
| ---- | ---- | ---- | ---- | ---- | ---- | ---- | ---- |
| 22   |      | 1    | 2    | 3    | 4    | 5    | 6    |
| 23   | 7    | 8    | 9    | 10   | 11   | 12   | 13   |
| 24   | 14   | 15   | 16   | 17   | 18   | 19   | 20   |
| 25   | 21   | 22   | 23   | 24   | 25   | 26   | 27   |
| 26   | 28   | 29   | 30   |      |      |      |      |

| Juli | Juli | Juli | Juli | Juli | Juli | Juli | Juli |
| Kw   | Mo   | Di   | Mi   | Do   | Fr   | Sa   | So   |
| ---- | ---- | ---- | ---- | ---- | ---- | ---- | ---- |
| 26   |      |      |      | 1    | 2    | 3    | 4    |
| 27   | 5    | 6    | 7    | 8    | 9    | 10   | 11   |
| 28   | 12   | 13   | 14   | 15   | 16   | 17   | 18   |
| 29   | 19   | 20   | 21   | 22   | 23   | 24   | 25   |
| 30   | 26   | 27   | 28   | 29   | 30   | 31   |      |

| August | August | August | August | August | August | August | August |
| Kw     | Mo     | Di     | Mi     | Do     | Fr     | Sa     | So     |
| ------ | ------ | ------ | ------ | ------ | ------ | ------ | ------ |
| 30     |        |        |        |        |        |        | 1      |
| 31     | 2      | 3      | 4      | 5      | 6      | 7      | 8      |
| 32     | 9      | 10     | 11     | 12     | 13     | 14     | 15     |
| 33     | 16     | 17     | 18     | 19     | 20     | 21     | 22     |
| 34     | 23     | 24     | 25     | 26     | 27     | 28     | 29     |
| 35     | 30     | 31     |        |        |        |        |        |

| September | September | September | September | September | September | September | September |
| Kw        | Mo        | Di        | Mi        | Do        | Fr        | Sa        | So        |
| --------- | --------- | --------- | --------- | --------- | --------- | --------- | --------- |
| 35        |           |           | 1         | 2         | 3         | 4         | 5         |
| 36        | 6         | 7         | 8         | 9         | 10        | 11        | 12        |
| 37        | 13        | 14        | 15        | 16        | 17        | 18        | 19        |
| 38        | 20        | 21        | 22        | 23        | 24        | 25        | 26        |
| 39        | 27        | 28        | 29        | 30        |           |           |           |

| Oktober | Oktober | Oktober | Oktober | Oktober | Oktober | Oktober | Oktober |
| Kw      | Mo      | Di      | Mi      | Do      | Fr      | Sa      | So      |
| ------- | ------- | ------- | ------- | ------- | ------- | ------- | ------- |
| 39      |         |         |         |         | 1       | 2       | 3       |
| 40      | 4       | 5       | 6       | 7       | 8       | 9       | 10      |
| 41      | 11      | 12      | 13      | 14      | 15      | 16      | 17      |
| 42      | 18      | 19      | 20      | 21      | 22      | 23      | 24      |
| 43      | 25      | 26      | 27      | 28      | 29      | 30      | 31      |

| November | November | November | November | November | November | November | November |
| Kw       | Mo       | Di       | Mi       | Do       | Fr       | Sa       | So       |
| -------- | -------- | -------- | -------- | -------- | -------- | -------- | -------- |
| 44       | 1        | 2        | 3        | 4        | 5        | 6        | 7        |
| 45       | 8        | 9        | 10       | 11       | 12       | 13       | 14       |
| 46       | 15       | 16       | 17       | 18       | 19       | 20       | 21       |
| 47       | 22       | 23       | 24       | 25       | 26       | 27       | 28       |
| 48       | 29       | 30       |          |          |          |          |          |

| Dezember | Dezember | Dezember | Dezember | Dezember | Dezember | Dezember | Dezember |
| Kw       | Mo       | Di       | Mi       | Do       | Fr       | Sa       | So       |
| -------- | -------- | -------- | -------- | -------- | -------- | -------- | -------- |
| 48       |          |          | 1        | 2        | 3        | 4        | 5        |
| 49       | 6        | 7        | 8        | 9        | 10       | 11       | 12       |
| 50       | 13       | 14       | 15       | 16       | 17       | 18       | 19       |
| 51       | 20       | 21       | 22       | 23       | 24       | 25       | 26       |
| 52       | 27       | 28       | 29       | 30       | 31       |          |          |

| Januar | Januar | Januar | Januar | Januar | Januar | Januar | Januar |
| Kw     | Mo     | Di     | Mi     | Do     | Fr     | Sa     | So     |
| ------ | ------ | ------ | ------ | ------ | ------ | ------ | ------ |
| 53     |        |        |        |        | 1      | 2      | 3      |
| 1      | 4      | 5      | 6      | 7      | 8      | 9      | 10     |
| 2      | 11     | 12     | 13     | 14     | 15     | 16     | 17     |
| 3      | 18     | 19     | 20     | 21     | 22     | 23     | 24     |
| 4      | 25     | 26     | 27     | 28     | 29     | 30     | 31     |

| Februar | Februar | Februar | Februar | Februar | Februar | Februar | Februar |
| Kw      | Mo      | Di      | Mi      | Do      | Fr      | Sa      | So      |
| ------- | ------- | ------- | ------- | ------- | ------- | ------- | ------- |
| 5       | 1       | 2       | 3       | 4       | 5       | 6       | 7       |
| 6       | 8       | 9       | 10      | 11      | 12      | 13      | 14      |
| 7       | 15      | 16      | 17      | 18      | 19      | 20      | 21      |
| 8       | 22      | 23      | 24      | 25      | 26      | 27      | 28      |

| März | März | März | März | März | März | März | März |
| Kw   | Mo   | Di   | Mi   | Do   | Fr   | Sa   | So   |
| ---- | ---- | ---- | ---- | ---- | ---- | ---- | ---- |
| 9    | 1    | 2    | 3    | 4    | 5    | 6    | 7    |
| 10   | 8    | 9    | 10   | 11   | 12   | 13   | 14   |
| 11   | 15   | 16   | 17   | 18   | 19   | 20   | 21   |
| 12   | 22   | 23   | 24   | 25   | 26   | 27   | 28   |
| 13   | 29   | 30   | 31   |      |      |      |      |

| April | April | April | April | April | April | April | April |
| Kw    | Mo    | Di    | Mi    | Do    | Fr    | Sa    | So    |
| ----- | ----- | ----- | ----- | ----- | ----- | ----- | ----- |
| 13    |       |       |       | 1     | 2     | 3     | 4     |
| 14    | 5     | 6     | 7     | 8     | 9     | 10    | 11    |
| 15    | 12    | 13    | 14    | 15    | 16    | 17    | 18    |
| 16    | 19    | 20    | 21    | 22    | 23    | 24    | 25    |
| 17    | 26    | 27    | 28    | 29    | 30    |       |       |

| Mai | Mai | Mai | Mai | Mai | Mai | Mai | Mai |
| Kw  | Mo  | Di  | Mi  | Do  | Fr  | Sa  | So  |
| --- | --- | --- | --- | --- | --- | --- | --- |
| 17  |     |     |     |     |     | 1   | 2   |
| 18  | 3   | 4   | 5   | 6   | 7   | 8   | 9   |
| 19  | 10  | 11  | 12  | 13  | 14  | 15  | 16  |
| 20  | 17  | 18  | 19  | 20  | 21  | 22  | 23  |
| 21  | 24  | 25  | 26  | 27  | 28  | 29  | 30  |
| 22  | 31  |     |     |     |     |     |     |

| Juni | Juni | Juni | Juni | Juni | Juni | Juni | Juni |
| Kw   | Mo   | Di   | Mi   | Do   | Fr   | Sa   | So   |
| ---- | ---- | ---- | ---- | ---- | ---- | ---- | ---- |
| 22   |      | 1    | 2    | 3    | 4    | 5    | 6    |
| 23   | 7    | 8    | 9    | 10   | 11   | 12   | 13   |
| 24   | 14   | 15   | 16   | 17   | 18   | 19   | 20   |
| 25   | 21   | 22   | 23   | 24   | 25   | 26   | 27   |
| 26   | 28   | 29   | 30   |      |      |      |      |

| Juli | Juli | Juli | Juli | Juli | Juli | Juli | Juli |
| Kw   | Mo   | Di   | Mi   | Do   | Fr   | Sa   | So   |
| ---- | ---- | ---- | ---- | ---- | ---- | ---- | ---- |
| 26   |      |      |      | 1    | 2    | 3    | 4    |
| 27   | 5    | 6    | 7    | 8    | 9    | 10   | 11   |
| 28   | 12   | 13   | 14   | 15   | 16   | 17   | 18   |
| 29   | 19   | 20   | 21   | 22   | 23   | 24   | 25   |
| 30   | 26   | 27   | 28   | 29   | 30   | 31   |      |

| August | August | August | August | August | August | August | August |
| Kw     | Mo     | Di     | Mi     | Do     | Fr     | Sa     | So     |
| ------ | ------ | ------ | ------ | ------ | ------ | ------ | ------ |
| 30     |        |        |        |        |        |        | 1      |
| 31     | 2      | 3      | 4      | 5      | 6      | 7      | 8      |
| 32     | 9      | 10     | 11     | 12     | 13     | 14     | 15     |
| 33     | 16     | 17     | 18     | 19     | 20     | 21     | 22     |
| 34     | 23     | 24     | 25     | 26     | 27     | 28     | 29     |
| 35     | 30     | 31     |        |        |        |        |        |

| September | September | September | September | September | September | September | September |
| Kw        | Mo        | Di        | Mi        | Do        | Fr        | Sa        | So        |
| --------- | --------- | --------- | --------- | --------- | --------- | --------- | --------- |
| 35        |           |           | 1         | 2         | 3         | 4         | 5         |
| 36        | 6         | 7         | 8         | 9         | 10        | 11        | 12        |
| 37        | 13        | 14        | 15        | 16        | 17        | 18        | 19        |
| 38        | 20        | 21        | 22        | 23        | 24        | 25        | 26        |
| 39        | 27        | 28        | 29        | 30        |           |           |           |

| Oktober | Oktober | Oktober | Oktober | Oktober | Oktober | Oktober | Oktober |
| Kw      | Mo      | Di      | Mi      | Do      | Fr      | Sa      | So      |
| ------- | ------- | ------- | ------- | ------- | ------- | ------- | ------- |
| 39      |         |         |         |         | 1       | 2       | 3       |
| 40      | 4       | 5       | 6       | 7       | 8       | 9       | 10      |
| 41      | 11      | 12      | 13      | 14      | 15      | 16      | 17      |
| 42      | 18      | 19      | 20      | 21      | 22      | 23      | 24      |
| 43      | 25      | 26      | 27      | 28      | 29      | 30      | 31      |

| November | November | November | November | November | November | November | November |
| Kw       | Mo       | Di       | Mi       | Do       | Fr       | Sa       | So       |
| -------- | -------- | -------- | -------- | -------- | -------- | -------- | -------- |
| 44       | 1        | 2        | 3        | 4        | 5        | 6        | 7        |
| 45       | 8        | 9        | 10       | 11       | 12       | 13       | 14       |
| 46       | 15       | 16       | 17       | 18       | 19       | 20       | 21       |
| 47       | 22       | 23       | 24       | 25       | 26       | 27       | 28       |
| 48       | 29       | 30       |          |          |          |          |          |

| Dezember | Dezember | Dezember | Dezember | Dezember | Dezember | Dezember | Dezember |
| Kw       | Mo       | Di       | Mi       | Do       | Fr       | Sa       | So       |
| -------- | -------- | -------- | -------- | -------- | -------- | -------- | -------- |
| 48       |          |          | 1        | 2        | 3        | 4        | 5        |
| 49       | 6        | 7        | 8        | 9        | 10       | 11       | 12       |
| 50       | 13       | 14       | 15       | 16       | 17       | 18       | 19       |
| 51       | 20       | 21       | 22       | 23       | 24       | 25       | 26       |
| 52       | 27       | 28       | 29       | 30       | 31       |          |          |

## Ereignisse

### Politik und Weltgeschehen

#### Europa
- 26. Januar: Die Cisalpinische Republik wird in Italienische Republik umbenannt und wählt Napoleon Bonaparte zu ihrem Präsidenten.

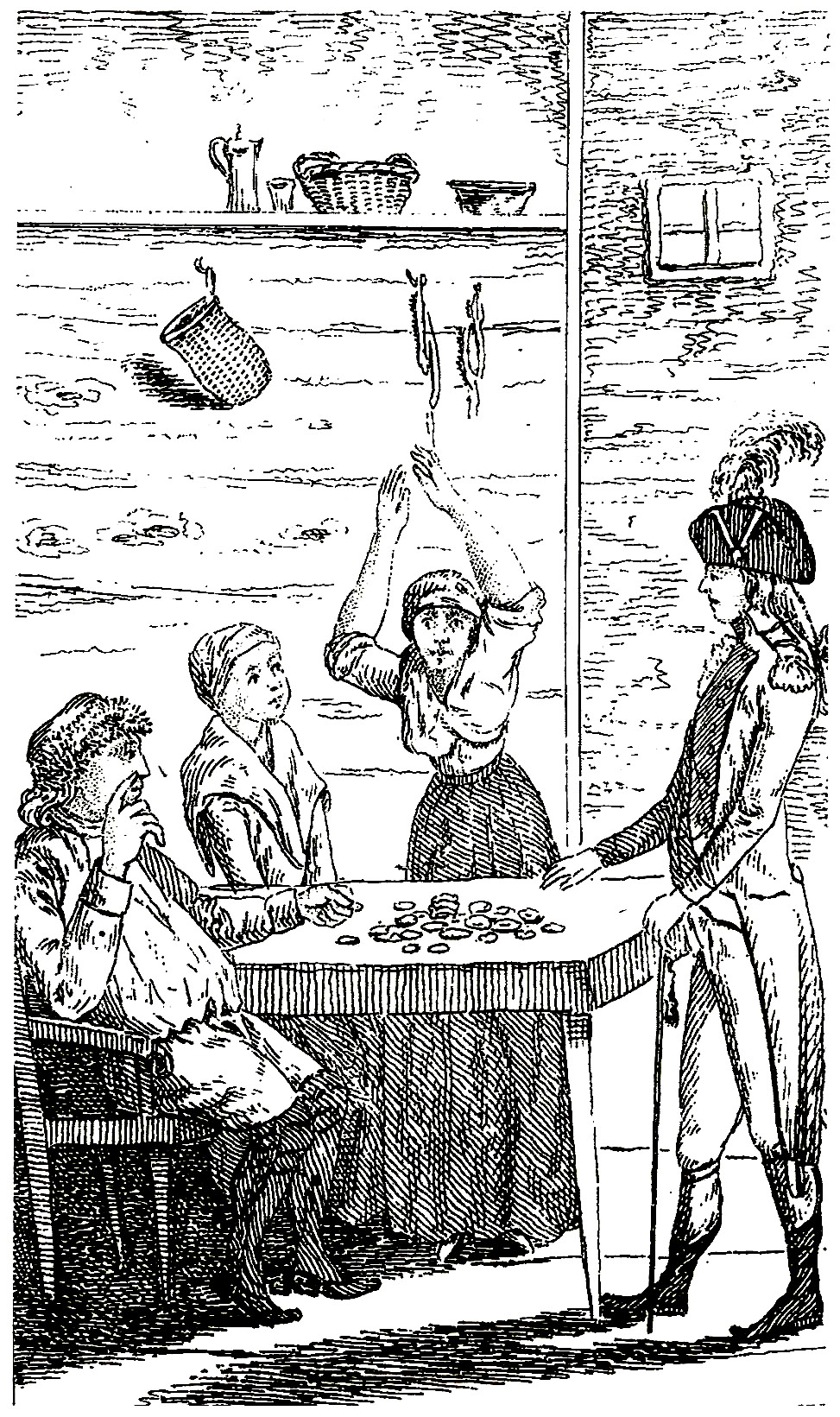
Schmähbild über die militärische Eintreibung von Abgaben während der Helvetik, um 1800

- Die „Bourla-Papey“ (Papierverbrenner) erheben sich im Waadtland gegen die Eintreibung feudaler Abgaben, die in der Helvetischen Republik eigentlich abgeschafft worden sind. Zwei- bis dreitausend Waadtländer Bauern vernichten zwischen Februar und Mai die Akten zahlreicher ehemaliger Feudalherrschaften, die Grund- und Bodenrechte beanspruchen. Dabei fallen auch die Archive von 132 Gemeinden des Waadtlandes, etwas mehr als ein Drittel aller Gemeinden überhaupt, den Flammen zum Opfer. Am 8. Mai besetzen die Aufständischen unter der Führung des Jakobiners und Rekrutierungsoffiziers Louis Reymond die Kantonshauptstadt Lausanne, um am 11. Mai gegen das Versprechen einer Amnestie abzuziehen. Trotzdem verhängt ein Sondergericht im Juni mehrere Todes- und Gefängnisstrafen, die die helvetische Regierung durch Fürsprache Henri Monods und unter dem Druck des Stecklikriegs aber bis zum 15. Oktober alle aufhebt.
- 27. März: Der Friede von Amiens beendet den Zweiten Koalitionskrieg zwischen Frankreich und Großbritannien.
- 20. Mai: Im Pariser Vertrag mit Frankreich erhält Württemberg für den Verlust seiner linksrheinischen Gebiete rechtsrheinische Gebietszuwächse durch geistliche Territorien und mediatisierte Reichsstädte.
- 20. Mai: Napoleon Bonaparte erlaubt in französischen Kolonien die (1794 abgeschaffte) Sklaverei wieder.
- 23. Mai: In einem Abkommen erkennt Frankreich die preußischen Ansprüche in Nordwestdeutschland, u. a. auf die Gebiete der Hochstifte Hildesheim, Münster und Paderborn, als Ausgleich für die abgetretenen linksrheinischen Gebiete an.
- 14. Juni: Johannes Bückler, bekannt als Schinderhannes, steht vor dem Untersuchungsgericht in Frankfurt am Main.
- 2. August: In einer Volksabstimmung lässt sich Napoleon Bonaparte zum Konsul auf Lebenszeit bestimmen. Drei Millionen abstimmende Franzosen wählen „Ja“, 1.600 „Nein“.
- 24. August: Weil der Friede von Lunéville offene Detailpunkte enthält, tritt in Regensburg eine außerordentliche Reichsdeputation zusammen, um die Auswirkungen aus der Abtretung linksrheinischer Gebiete an Frankreich zu regeln. Die Beratungen münden 1803 in den Reichsdeputationshauptschluss.
- August bis Oktober: Der Stecklikrieg führt zum Zerfall der Helvetischen Republik, woraufhin Frankreich neuerlich in der Schweiz interveniert.
- 6. September: Bayerische Soldaten marschieren in Bamberg, der Residenzstadt des Hochstifts Bamberg, ein.
- 11. September: Frankreich annektiert die Subalpinische Republik.
- 29. September: Nach der Annexion des Hochstifts Bamberg durch bayerische Truppen legt Fürstbischof Christoph Franz von Buseck seine Herrschaft nieder und entbindet Beamte und Untertanen von ihren Eiden.
- 10. Dezember: Die Helvetische Consulta nimmt ihre Arbeit auf.
- 26. Dezember: Im Vertrag von Paris verständigen sich Frankreich und der deutsche Kaiser Franz II. konkret über im Frieden von Lunéville geplante Gebietsentschädigungen. Darin wird unter anderem dem Bruder des Kaisers, Großherzog Ferdinand III. von Toskana, zum Ausgleich für das verlorene Großherzogtum Toskana das bisherige Erzstift als künftiges Kurfürstentum Salzburg überlassen.

#### Karibik
- 29. Januar: Mehr als 40.000 Franzosen, angeführt von General Leclerc, dem Schwager von Napoleon Bonaparte, landen in Saint-Domingue, dem heutigen Haiti, nachdem der zum Gouverneur aufgestiegene Ex-Sklave Toussaint Louverture im Vorjahr eigenmächtig die spanisch verwaltete Nachbarkolonie Santo Domingo eingenommen und in beiden Kolonien die Sklaverei abgeschafft hat.

#### Vereinigte Staaten von Amerika

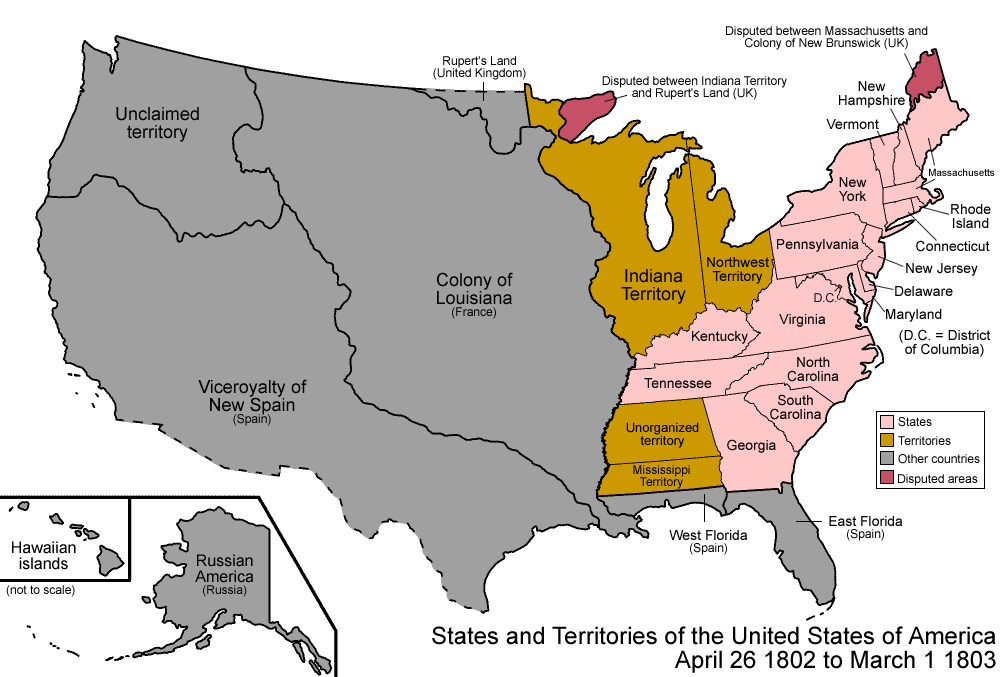
Vereinigte Staaten 1802/03

- 16. März: Die US-Militärakademie wird durch ein von Präsident Thomas Jefferson unterschriebenes Gesetz gegründet. Sie wird am
- 4. Juli in West Point (New York) eröffnet.

#### Asien
- 1. Juni: in Vietnam ernennt sich Gia Long zum Kaiser; damit beginnt die Nguyễn-Dynastie.
- 25. Oktober: In der Schlacht von Pune siegt die Armee von Holkar mit europäischer Hilfe gegen das vereinigte Heer der indischen Maratha.
- Ende Dezember: Die britische Ostindien-Kompanie schließt mit Peshwa Baji Rao II. den Vertrag von Bassein, der die Vormacht der Marathen in Indien bricht.

#### Afrika
- Der König von Gobir (heutiges Nigeria) Yunfa unternimmt einen Attentatsversuch auf den Wanderprediger Usman dan Fodio. Die Pistole geht nach hinten los, dan Fodio flieht und erklärt den 14 Stadtstaaten der Hausa (darunter Gobir) den Dschihad. Dan Fodio, der „schwarze Napoleon“ erobert daraufhin in wenigen Jahren ein immenses Gebiet im Norden Nigerias, das „Kalifat von Sokoto“.

### Wirtschaft

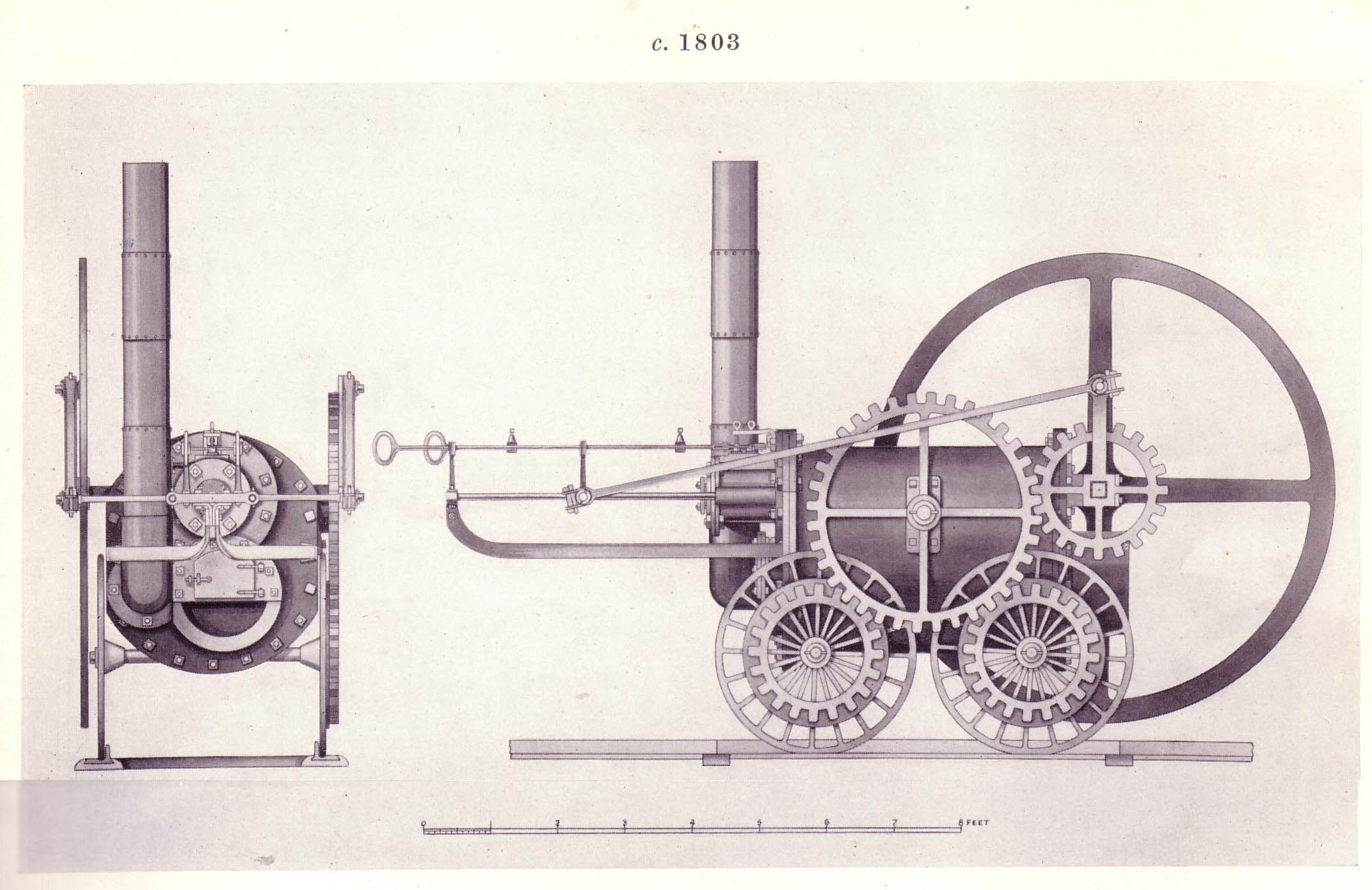
Zeichnung von Trevithicks Lokomotive von 1802

- 24. März: Richard Trevithick erhält ein Patent auf die von ihm entwickelte Hochdruckdampfmaschine.
- 19. Juli: Der französische Chemiker Eleuthère Irénée du Pont gründet in den Vereinigten Staaten das Unternehmen DuPont.
- Juli bis Oktober: Die Ticknall Tramway in Derbyshire wird eröffnet.

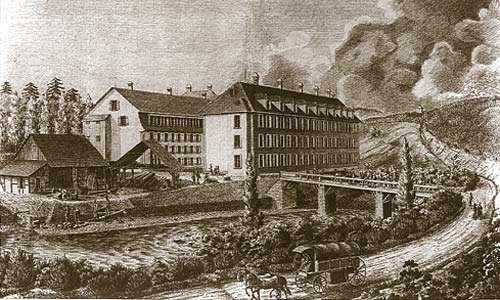
Die Spinnerei Hard um 1820

- In Winterthur-Wülflingen wird mit der Spinnerei Hard die erste Fabrik der Schweiz eröffnet.
- Die Zeitschrift Edinburgh Review erscheint erstmals.

### Wissenschaft und Technik
- 28. März: Heinrich Wilhelm Olbers entdeckt den Asteroiden (2) Pallas.
- März: Franz Carl Achard gelingt erstmals die Herstellung von Zucker aus Zuckerrüben in einem industriellen Verfahren.

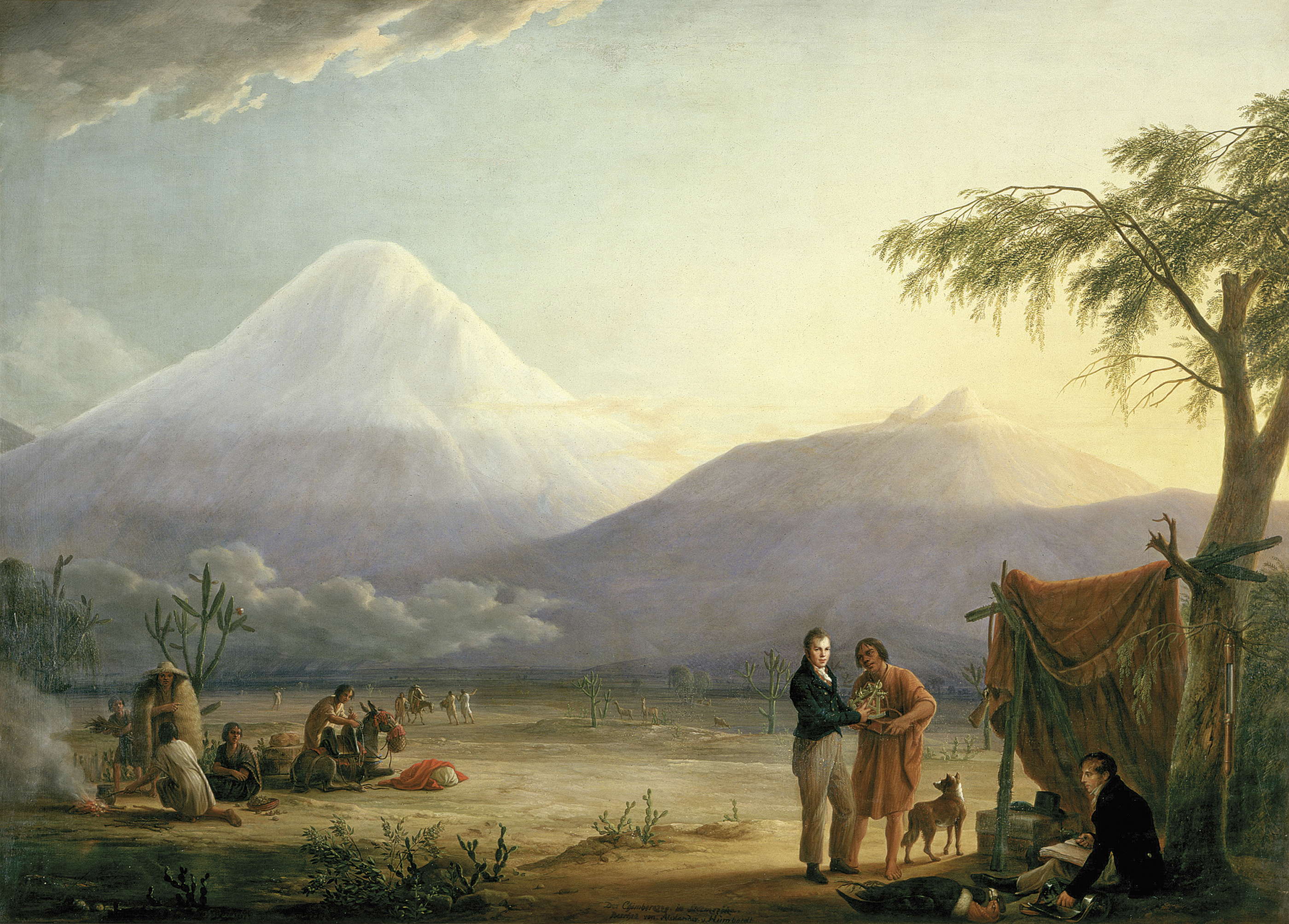
Alexander von Humboldt und Aimé Bonpland am Fuß des Chimborazo

- 23. Juni: Der deutsche Naturforscher Alexander von Humboldt besteigt zusammen mit dem französischen Botaniker Aimé Jacques Alexandre Bonpland in Südamerika den 6267 Meter hohen Chimborazo bis zu einer Höhe von 5749 Metern. Humboldt beschreibt im Anschluss zum ersten Mal Symptome der Höhenkrankheit.
- 9. November: Alexander von Humboldt beobachtet in der peruanischen Hafenstadt Callao einen Merkurtransit.
- 4. September: Georg Friedrich Grotefend stellt in Göttingen seine Erkenntnisse zur Entzifferung der Keilschrift vor.
- Joseph Louis Gay-Lussac veröffentlicht sein Gesetz über vollkommene Gase.
- William Hyde Wollaston entdeckt unabhängig von Joseph von Fraunhofer die Absorptionslinien (Fraunhoferlinien) im Sonnenspektrum.

### Kultur
- 31. Mai: Die Uraufführung der Oper Le concert interrompu von Henri Montan Berton findet an der Opéra-Comique in Paris statt.

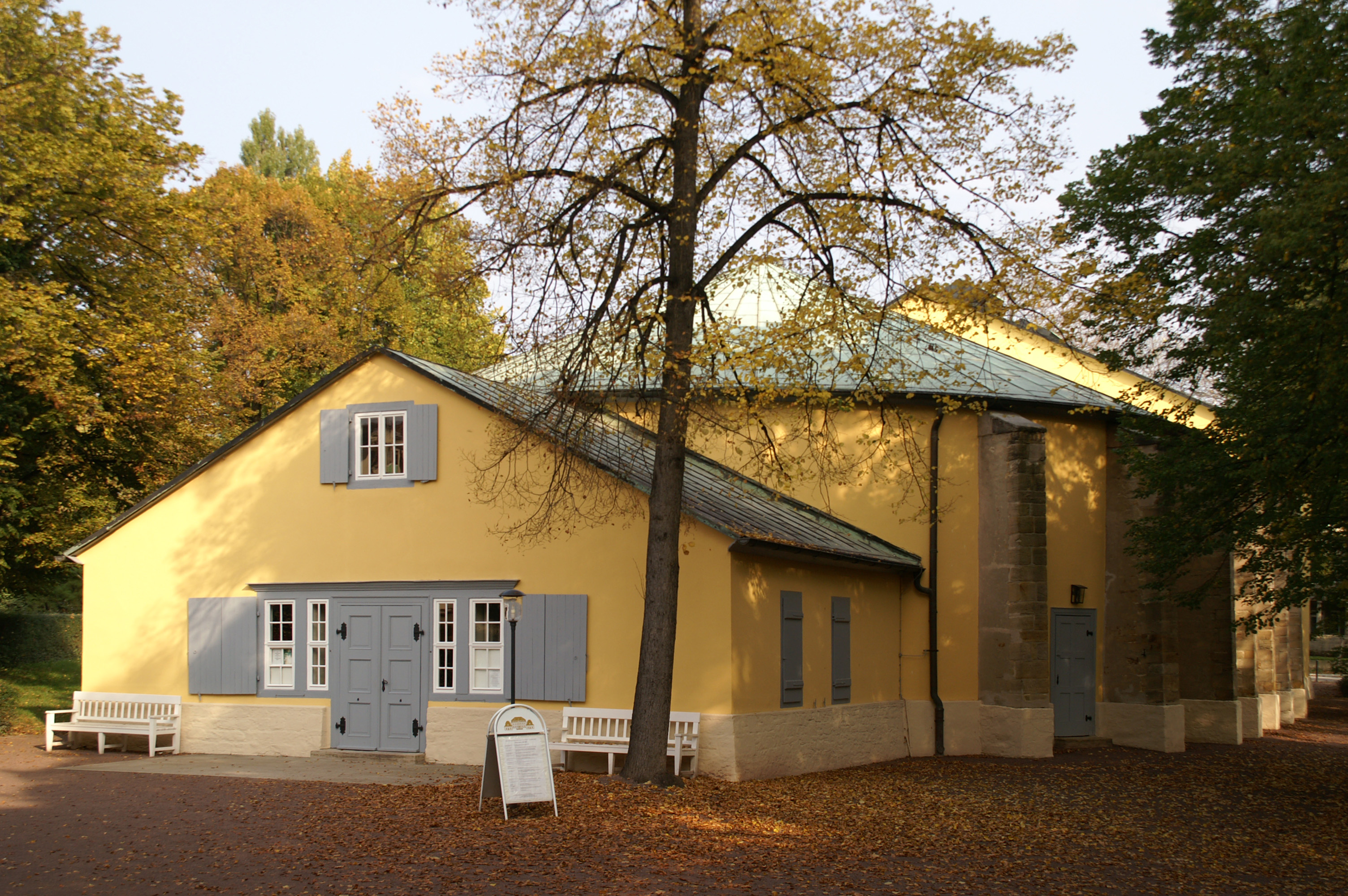
Goethe-Theater in Bad Lauchstädt

- 26. Juni: Das Goethe-Theater in Bad Lauchstädt wird in Anwesenheit von Goethe eröffnet. Aufgeführt werden Goethes Vorspiel Was wir bringen und Mozarts Oper La clemenza di Tito.
- 8. September: Die Harmoniemesse von Haydns wird in der Bergkirche zu Eisenstadt uraufgeführt. Ihr Name rührt von der für damalige Verhältnisse großen Besetzung der Bläser (Harmoniemusik) her.
- Der Schneider Johann Christoph Winters gründet das Hänneschen-Theater in Köln. Anfangs werden in diesem Puppentheater in der Adventszeit einfache Krippenspiele für Kinder aufgeführt.

### Gesellschaft
- 4. Mai: Aus der Königlichen Kunstkammer im dänischen Christiansborg werden die Goldhörner von Gallehus gestohlen. Ein knappes Jahr später gesteht der Goldschmied und Uhrmacher Niels Heidenreich die Tat. Er hat beide Stücke eingeschmolzen.
- 19. Mai: Die Ehrenlegion, Frankreichs höchster Orden, wird vom Ersten Konsul Napoleon Bonaparte gestiftet.

### Religion
- 25. Januar: Der bayerische Kurfürst Maximilian IV. Joseph verfügt in einer Kabinettsorder die Aufhebung aller nichtständischen Klöster (d. h. vor allem der Bettelorden) in Bayern. Damit beginnt die Säkularisation in Bayern.
- 3./8. April: Mit den Organischen Artikeln Napoleons wird der Antiklerikalismus der Revolutionszeit in Frankreich beendet.
- 18. April: Am Ostersonntag erfolgt in der Kathedrale Notre Dame de Paris die feierliche Promulgation der Organischen Artikel. Sie ergänzen das von Frankreich mit dem Vatikan im Vorjahr geschlossene Konkordat und bieten ihm die gesetzliche Grundlage.
- 9. Juni: Frankreich hebt in seinen vier linksrheinischen Départements fast alle geistlichen Einrichtungen (außer Bistümer und Pfarreien) auf (Säkularisation).

### Katastrophen
- 30. April: Die Talsperre von Puentes in Spanien bricht, 608 Menschen sterben. Es ist die größte Katastrophe in der spanischen Wasserbau-Geschichte.

## Geboren

### Januar/Februar
- 04. Januar: Paul de Noailles, französischer Staatsmann und Historiker († 1885)
- 09. Januar: Catharine Parr Traill, britisch-kanadische Botanikerin und Autorin († 1899)
- 10. Januar: Carl Ritter von Ghega, italienischer Eisenbahningenieur († 1860)
- 12. Januar: Philipp Wilhelm Wernher, hessischer Politiker († 1887)
- 12. Januar: Christian Gottlieb Friedrich Witte, deutsch-niederländischer Orgelbauer († 1873)
- 13. Jänner: Eduard von Bauernfeld, österreichischer Lustspieldichter († 1890)
- 16. Januar: Friedrich Julius Stahl, Rechtsphilosoph, Jurist, Politiker († 1861)
- 20. Januar: Alexander August von Buchholtz, deutscher Pandektenwissenschaftler († 1856)
- 21. Januar: Adolphe Monod, Schweizer reformierter Erweckungsprediger († 1856)
- 25. Januar: Johann Karl Erler der Jüngere, evangelischer Theologe († 1875)
- 27. Januar: Arnold Duckwitz, deutscher Politiker († 1881)
- 28. Jänner: Johann Nepomuk Amberg, österreichischer Priester und Politiker († 1882)
- 29. Januar: Nathaniel Jarvis Wyeth, US-amerikanischer Erfinder und Geschäftsmann († 1856)
- 31. Januar: Nils Ericson, schwedischer Ingenieur († 1870)
- 01. Februar: William Medill, US-amerikanischer Politiker († 1865)
- 06. Februar: Charles Wheatstone, britischer Physiker († 1875)
- 07. Februar: Georg Egestorff, deutscher Industrieller († 1868)
- 07. Februar: Johann Nepomuk Vogl, österreichischer Schriftsteller († 1866)
- 07. Februar: Werner VIII. von Alvensleben, preußischer Generalleutnant († 1877)
- 09. Februar: Étienne Arago, französischer Schriftsteller († 1892)
- 09. Februar: Josef František Hunke, böhmischer Komponist († 1883)
- 10. Februar: Ernst Helbig, Harzmaler und Wernigeröder Hofmaler († 1866)
- 10. Februar: François Diday, Schweizer Maler († 1877)
- 11. Februar: Lydia Maria Child, US-amerikanische Schriftstellerin und Frauenrechtlerin († 1880)
- 13. Februar: Johann Wöbcken, deutscher Politiker († 1878)
- 14. Februar: Józef Bohdan Zaleski, polnischer Dichter († 1886)
- 14. Februar: John White, US-amerikanischer Politiker († 1845)
- 16. Februar: Carl Abraham Mankell, schwedischer Komponist († 1868)
- 19. Februar: Wilhelm Matthias Naeff, Schweizer Politiker († 1881)
- 20. Februar: Charles-Auguste de Bériot, belgischer Musiker und Komponist († 1870)
- 23. Februar: Karl Eduard Arnd, deutscher Geschichtsschreiber († 1874)
- 23. Februar: Joseph Lebourgeois, französischer Komponist († 1824)
- 23. Februar: Andreas Zelinka, Bürgermeister von Wien († 1868)

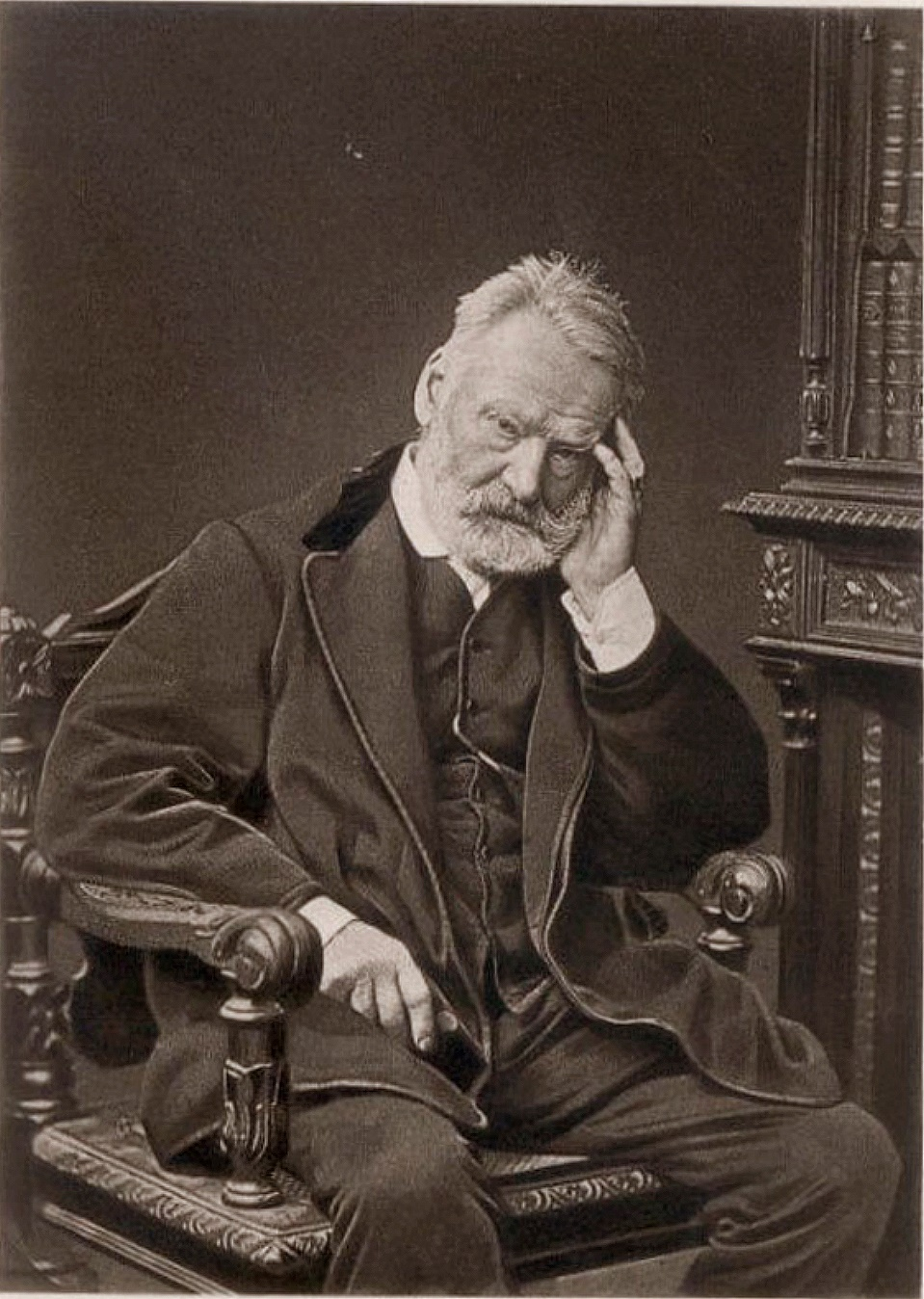
Victor Hugo, etwa 1875

- 26. Februar: Victor Hugo, französischer Schriftsteller († 1885)
- 28. Februar: Ernst Friedrich Zwirner, deutscher Dombaumeister und Architekt († 1861)

### März/April
- 02. März: Simeon H. Anderson, US-amerikanischer Politiker († 1840)
- 02. März: Emil Wolff, deutscher Bildhauer († 1879)
- 07. März: Ludwig Halirsch, österreichischer Beamter und Dichter († 1832)
- 09. März: Carl Friedrich Koch, deutscher Mediziner und Pädagoge († 1871)
- 11. März: Heinrich Friedrich Philipp von Bockelberg, preußischer Diplomat († 1857)
- 13. März: Friedrich Georg von Bunge, Rechtshistoriker († 1897)
- 18. März: Alfred-Auguste Cuvillier-Fleury, französischer Schriftsteller und Journalist († 1887)
- 24. März: Jacob van Lennep, niederländischer Schriftsteller († 1868)
- 27. März: Christoph Eberhard Finckh, deutscher Altphilologe († 1869)
- 27. März: Francesco Maria Travella, Schweizer römisch-katholischer Geistlicher und Schriftsteller († 1854)
- 29. März: Moritz Rugendas, Maler († 1858)
- 30. März: Rudolf Fürst Kinsky, böhmischer Adliger († 1836)
- 01. April: Albert von Carlowitz, sächsischer Politiker († 1874)
- 01. April: Hubert Ries, Violinspieler und Komponist († 1886)
- 03. April: Ysaak Brons, Mitglied der Frankfurter Nationalversammlung († 1886)
- 04. April: Dorothea Lynde Dix, US-amerikanische Wohltäterin und Reformerin († 1887)
- 06. April: Thomas Walker Gilmer, US-amerikanischer Politiker († 1844)
- 08. April: Georg Ferdinand Howaldt, deutscher Goldschmied, Bildhauer und Erzgießer († 1883)
- 09. April: Elias Lönnrot, finnischer Mediziner († 1884)
- 10. April: Johann Peter Lange, deutscher protestantischer Theologe († 1884)
- 11. April: Felix Helbling, Schweizer römisch-katholischer Geistlicher und Politiker († 1873)
- 14. April: Hermann Franck, deutscher Schriftsteller, Ästhetiker und Kritiker († 1855)
- 16. April: François Christophe Edmond Kellermann, französischer Staatsmann und Diplomat († 1868)
- 17. April: John Bullock Clark, US-amerikanischer Politiker († 1885)
- 24. April: Hans Nicolai Andreas Jensen, schleswig-holsteinischer Pastor und Heimatforscher († 1850)
- 24. April: Melchior Ulrich, Schweizer Alpinist und reformierter Theologe († 1893)
- 25. April: Victor Scheppers, belgischer Priester und Ordensgründer († 1877)
- 26. April: Gheorghe Bibescu, Fürst der Walachei († 1873)
- 000April: Simon Joel Arnheim, deutscher Unternehmer († 1875)

### Mai/Juni
- 02. Mai: Heinrich Gustav Magnus, deutscher Physiker und Chemiker († 1870)
- 02. Mai: Eduard Steinbrück, deutscher Maler († 1882)
- 06. Mai: Charles Nicolas Aubé, französischer Arzt und Entomologe († 1869)
- 06. Mai: Wilhelm Schirmer, deutscher Maler († 1866)
- 08. Mai: Gustav Heine, deutscher Architekt († 1880)
- 08. Mai: Heinrich Friedrich Wilhelm Perizonius, deutscher Theologe († 1895)
- 10. Mai: James Westcott, US-amerikanischer Politiker († 1880)
- 12. Mai: Jean Baptiste Henri Lacordaire, französischer Dominikaner, Prediger und Theologe († 1861)
- 16. Mai: Gaetano Nava, italienischer Musikpädagoge und Komponist († 1875)
- 20. Mai: Emma von Anhalt-Bernburg-Schaumburg-Hoym, Fürstin zu Waldeck und Pyrmont († 1858)
- 22. Mai: Heinrich Gustav Hotho, deutscher Philosoph und Kunsthistoriker († 1873)
- 22. Mai: Louis Vivien de Saint-Martin, französischer Geograph († 1897)
- 25. Mai: Johann Friedrich von Brandt, deutscher Naturforscher und Zoologe († 1879)
- 29. Mai: Heinrich Bürkel, deutscher Maler des Biedermeier († 1869)
- 31. Mai: Johann Ludwig Anderwert, schweizerischer Politiker († 1876)
- 31. Mai: Ira Harris, US-amerikanischer Jurist und Politiker († 1875)
- 01. Juni: Charles Lenormant, französischer Archäologe und Ägyptologe († 1859)
- 02. Juni: August Wilhelm Bullrich, deutscher Apotheker († 1859)
- 02. Juni: Carl Hoffmann,  deutscher Verleger, Druckereibesitzer und Buchhändler († 1883)
- 06. Juni: Heinrich Hermann von Arnim, Rittergutsbesitzer, Verwaltungsbeamter und Parlamentarier († 1875)
- 10. Juni: James W. Bradbury, US-amerikanischer Politiker († 1901)
- 13. Juni: Simon Karsten, niederländischer klassischer Philologe († 1864)
- 14. Juni: Ludwig August von Autenrieth, württembergischer Jurist und Politiker († 1872)
- 17. Juni: Hermann Mayer Salomon Goldschmidt, deutsch-französischer Astronom und Maler († 1866)
- 23. Juni: Michael Oestreich, deutscher Orgelbauer († 1838)
- 24. Juni: Johann Friedrich Arndt, deutscher evangelischer Theologe († 1881)
- 26. Juni: Georg Prahl Harbitz, norwegischer Pfarrer und Stortingspräsident († 1889)
- 30. Juni: Benjamin Fitzpatrick, US-amerikanischer Politiker († 1869)

### Juli/August
- 02. Juli: Marianne Ruaux, Eimsbüttler Gastwirtstochter und Gastwirtin († 1882)
- 04. Juli: Joseph Labitzky, tschechischer Komponist von Tanzmusik († 1881)
- 05. Juli: Pawel Stepanowitsch Nachimow, russischer Admiral († 1855)
- 06. Juli: Émile Bienaimé, französischer Komponist († 1869)
- 10. Juli: August Ludwig Reyscher, Rechtsgelehrter, Politiker und Philhellene († 1880)
- 14. Juli: Favell Lee Mortimer, englische Autorin von Sachbüchern für Kinder († 1878)

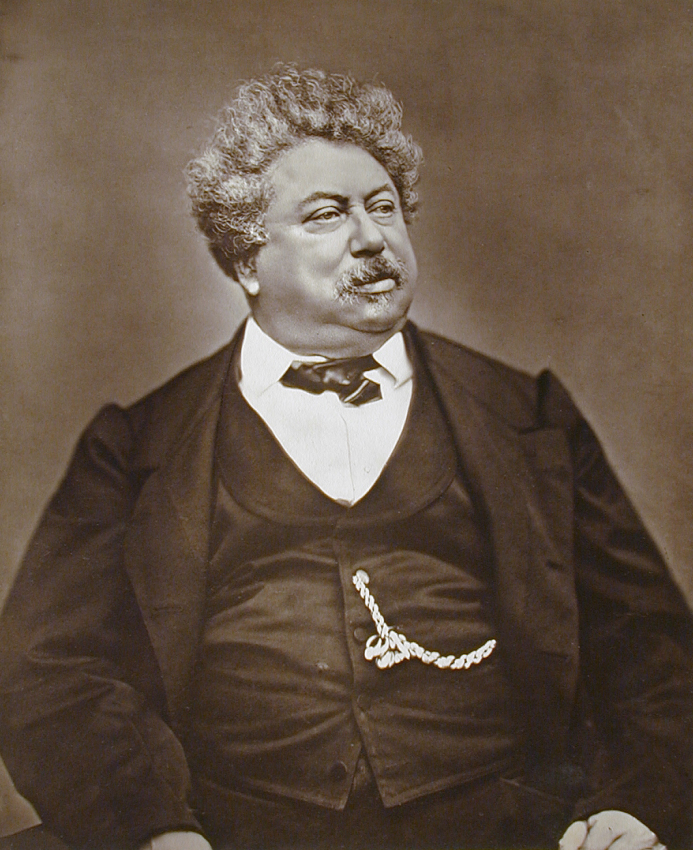
Alexandre Dumas der Ältere

- 24. Juli: Alexandre Dumas, französischer Schriftsteller († 1870)
- 26. Juli: Mariano Arista, mexikanischer Präsident († 1855)
- 26. Juli: Otto von Keyserlingk zu Rautenburg, deutsch-baltischer Jurist und Großgrundbesitzer sowie Mitglied des Reichstages († 1885)
- 27. Juli: Niels Peter Jensen, dänischer Komponist und Flötenvirtuose († 1846)
- 31. Juli: Ignacy Domeyko, polnischer Geologe († 1889)
- 01. August: Karl Uschner, Übersetzer antiker Dichtungen († 1876)
- 05. August: Niels Henrik Abel, norwegischer Mathematiker († 1829)
- 07. August: Germain Henri Hess, schweizerisch-russischer Chemiker († 1850)
- 10. August: Wilhelm Wieprecht, deutscher Komponist († 1872)
- 11. August: Heinrich Robert Stöckhardt, Jurist († 1848)
- 13. August: Nikolaus Lenau, österreichischer Schriftsteller († 1850)
- 14. August: Fabio Maria Asquini, italienischer Kurienkardinal († 1878)
- 14. August: Letitia Elizabeth Landon, britische Dichterin und Romanschriftstellerin († 1838)
- 16. August: Isaac Adams, US-amerikanischer Erfinder († 1883)
- 16. August: Moritz Wilhelm Drobisch, deutscher Mathematiker und Philosoph († 1896)
- 20. August: Heinrich Bernhard von Andlaw-Birseck, badischer Politiker und Ultramontanist († 1871)
- 20. August: Friedrich Wilhelm I., letzter Kurfürst und Landgraf von Hessen-Kassel († 1875)
- 21. August: Joseph-Louis-Elzéar Ortolan, französischer Jurist und Schriftsteller († 1873)
- 26. August: Ludwig Schwanthaler, deutscher Bildhauer († 1848)
- 28. August: Franz Serafin Exner, österreichischer Philosoph († 1853)
- 28. August: Karl Joseph Simrock, deutscher Dichter und Schriftsteller († 1876)
- 29. August: Charles Texier, französischer Reisender, Architekt und Archäologe († 1871)
- 31. August: Karl Freiherr von Urban, österreichischer Feldmarschallleutnant († 1877)

### September/Oktober
- 05. September: Gustav Anton Friedrich Langerfeldt, braunschweigischer Jurist und Politiker († 1883)
- 13. September: Arnold Ruge, deutscher Schriftsteller († 1880)
- 19. September: Lajos Kossuth, ungarischer Rechtsanwalt, Politiker und Freiheitskämpfer († 1894)
- 21. September: Austin King, US-amerikanischer Politiker († 1870)
- 23. September: Carl Hasenpflug, deutscher Maler († 1858)
- 24. September: Étienne Jules Adolphe Desmier de Saint-Simon, Vicomte d’Archiac, französischer Geologe und Paläontologe († 1868)
- 30. September: Antoine-Jérôme Balard, französischer Chemiker († 1876)
- 03. Oktober: George Ripley, US-amerikanischer Schriftsteller († 1880)
- 04. Oktober: Adolphe Niel, französischer General, Marschall von Frankreich († 1869)
- 07. Oktober: Magnus Brostrup Landstad, norwegischer Pfarrer und Dichter († 1880)
- 08. Oktober: Franz Winiewski, deutscher Altphilologe († 1874)
- 10. Oktober: Georg Wilhelm von Viebahn, preußischer Beamter und Statistiker († 1871)
- 10. Oktober: Napoléon Charles Bonaparte, Sohn von Louis Bonaparte und Hortense de Beauharnais († 1807)
- 11. Oktober: August Kiß, deutscher Bildhauer († 1865)
- 12. Oktober: Hermann Anschütz, deutscher Maler († 1880)
- 15. Oktober: Louis-Eugène Cavaignac, französischer Premierminister der zweiten Republik († 1857)
- 18. Oktober: Joseph Russegger, österreichischer Geologe († 1863)
- 19. Oktober: Pedro de Aycinena y Piñol, Präsident von Guatemala († 1897)
- 20. Oktober: Ernst Wilhelm Hengstenberg, deutscher protestantischer Theologe († 1869)
- 21. Oktober: Gerd Sieben Janssen, deutscher Orgelbauer († 1899)
- 25. Oktober: Richard Parkes Bonington, englischer Maler († 1828)
- 26. Oktober Michael I., portugiesischer König († 1866)
- 31. Oktober: Benoît Fourneyron, französischer Ingenieur († 1867)

### November/Dezember
- 04. November: Rosina Bulwer-Lytton, englische Schriftstellerin und Feministin († 1882)
- 05. November: Julius von Kirchmann, deutscher Jurist († 1884)
- 06. November: Alfred Jacques Henri Berthoud, Schweizer Kaufmann sowie Plantagenbesitzer und Sklavenhalter
- 08. November: Theodor Mügge, deutscher Schriftsteller († 1861)
- 12. November: Heinrich Schaper, deutscher Orgelbauer († 1884)
- 14. November: August Friedrich Pott, deutscher Sprachforscher († 1887)
- 15. November: Georg Aenotheus Koch, deutscher Altphilologe und Lexikograf († 1879)
- 19. November: Solomon Foot, US-amerikanischer Politiker († 1866)
- 19. November: Barnas Sears, baptistischer Theologe († 1880)
- 20. November: Wilhelm von Kügelgen, deutscher Maler und Schriftsteller († 1867)
- 22. November: Ferdinand Deycks, deutscher Altphilologe († 1867)
- 26. November: Johann Schön, österreichischer Jurist, Staatswissenschaftler und Schriftsteller († 1839)
- 26. November: Anton Schrötter von Kristelli, österreichischer Chemiker und Mineraloge († 1875)
- 28. November: Johann Peter Romang, Schweizer evangelischer Geistlicher, Theologe und Hochschullehrer († 1875)
- 29. November: Wilhelm Hauff, deutscher Schriftsteller und Märchenerzähler († 1827)
- 29. November: Franz Stelzhamer, österreichischer Dichter und Novellist († 1874)
- 03. Dezember: Michael Seymour, britischer Marineoffizier und Admiral († 1887)
- 08. Dezember: William Bebb, US-amerikanischer Politiker († 1873)
- 11. Dezember: Alphonse Bourquin, Schweizer Aufständischer († 1837)
- 15. Dezember: János Bolyai, ungarischer Mathematiker († 1860)
- 18. Dezember: Karl Eduard Vehse, deutscher Geschichtsschreiber († 1870)
- 19. Dezember: John Ella, englischer Geiger, Musikschriftsteller und Konzertveranstalter († 1888)
- 22. Dezember: Sara Coleridge, englische Schriftstellerin und Übersetzerin († 1852)
- 22. Dezember: Wilhelm Reuling, deutscher Komponist und Dirigent († 1877)
- 27. Dezember: Gerardus Johannes Mulder, niederländischer Mediziner, Pharmakologe, Chemiker und gilt als Entdecker des Proteins († 1880)
- 28. Dezember: Henry Grey, britischer Kolonialpolitiker und Staatsmann († 1894)

### Genaues Geburtsdatum unbekannt
- Abba Bagibo, König von Limmu-Ennarea († 1861)
- George Philip Reinagle, englischer Marinemaler († 1835)
- Donaciano Vigil, US-amerikanischer Politiker († 1877)
- James S. Calhoun, US-amerikanischer Politiker († 1852)

## Gestorben

### Erstes Halbjahr
- 07. Januar: Johann Christoph Fahner, deutscher Mediziner (* 1758)
- 09. Januar: Julius Hieronymus Zollikofer, Bürgermeister von St. Gallen (Schweiz) (* 1713)
- 15. Januar: Ernst Wilhelm Benjamin von Korckwitz, preußischer Beamter (* 1744)
- 27. Januar: Johann Rudolf Zumsteeg, deutscher Komponist und Kapellmeister (* 1760)
- 08. Februar: Johann Georg Wieland, deutscher Stuckateur und Bildhauer des Klassizismus (* 1742)
- 15. Februar: Carl Henrich Dreyer, deutscher Rechtswissenschaftler und Politiker (* 1723)
- 18. Februar: Valentin Dietloff von Arnim, preußischer Jurist (* 1714)
- 21. Februar: René Maugé, französischer Zoologe und Tiersammler (* 1757)
- 25. Februar: Charles O’Hara, britischer Offizier (* 1740)
- 27. Februar: Kimura Kenkadō, japanischer Maler und Naturforscher (* 1736)
- 07. März: Franz Josef Gassmann, Schweizer Buchdrucker und -händler, Zeitungsgründer und Redaktor (* 1755)
- 03. April: Georg Friedrich Kordenbusch von Buschenau, deutscher Mediziner und Astronom (* 1731)
- 13. April: Johann Joseph Imhoff, deutscher Bildhauer (* 1739)
- 18. April: Erasmus Darwin, britischer Dichter, Wissenschaftler und Arzt (* 1731)
- 24. April: Sámuel Gyulay, österreichischer Feldmarschallleutnant (* 1723)
- 26. April: Heinrich XXX., Graf Reuß zu Gera (* 1727)
- 28. April: Richard Howell (Gouverneur), US-amerikanischer Politiker (* 1754)
- 28. April: Jean Antoine Rossignol, General während der Französischen Revolution (* 1759)
- 11. Mai: Jehu Davis, US-amerikanischer Politiker (* 1738)
- 15. Mai: Lebrecht Bachenschwanz, deutscher General, Schriftsteller und Übersetzer (* 1729)
- 15. Mai: Friedrich Anton von Heynitz, Physiker (* 1725)
- 23. Mai: Ercole del Rio, italienischer Schachspieler (* 1723 oder 1726)
- 03. Juni: Joseph Adam von Arco, Weihbischof in Passau, Bischof von Königgrätz und Fürstbischof von Seckau (* 1733)
- 05. Juni: Johann Christian Gottlieb Ernesti, deutscher klassischer Gelehrter (* 1756)
- 05. Juni: Joseph Jacob Murray de Melgum, schottischer Adliger, habsburgischer Feldzeugmeister und österreichischer Freiherr bzw. Graf (* 1718)
- 22. Juni: Susette Gontard, Geliebte des Dichters Friedrich Hölderlin (* 1769)
- 24. Juni: Johann Friedrich Esaias Steffens, deutscher evangelischer Theologe (* 1716)
- 26. Juni: Friedrich Christian Lorenz Schweigger, deutscher evangelischer Theologe (* 1743)
- 28. Juni: Johann Jakob Engel, deutscher Schriftsteller (* 1741)
- 30. Juni: Gaetano Gandolfi, italienischer Maler und Kupferstecher (* 1734)

### Zweites Halbjahr
- 06. Juli: Daniel Morgan, US-amerikanischer Pionier und Offizier (* 1736)
- 10. Juli: Gregers Kristian von Haxthausen, dänischer Adliger und Minister (* 1732)
- 12. Juli: Johan Heinrich Knuth, dänischer Gutsbesitzer, Kammerherr und Geheimrat (* 1746)
- 15. Juli: Louis-Marie Stanislas Fréron, französischer Politiker (* 1754)
- 17. Juli: Honorat Goehl, deutscher römisch-katholischer Geistlicher (* 1733)
- 23. Juli: Maria del Pilar Teresa Cayetana de Silva y Álvarez de Toledo, Herzogin von Alba (* 1762)
- 25. Juli: Friedrich Karl Joseph von Erthal, Erzbischof von Mainz (* 1719)
- 28. Juli: Giuseppe Sarti, italienischer Komponist (* 1729)
- 30. Juli: Franciscus Kareu, Ordensgeneral (* 1731)
- 03. August: Carl Adolph von Brühl, preußischer General und Prinzenerzieher (* 1742)
- 03. August: Heinrich von Preußen, Sohn von König Friedrich Wilhelm I. und Sophie Dorothea von Hannover (* 1726)
- 15. August: Karagoromo Kisshū, japanischer Dichter (* 1743)
- 22. August: Franz Ulrich Theodor Aepinus, deutscher Astronom, Mathematiker, Physiker und Naturphilosoph (* 1724)
- 23. August: Corona Schröter, Sängerin und Schauspielerin (* 1751)
- 26. August: Albrecht von Anhalt, preußischer Generalmajor (* 1735)
- 28. August: Ernst Anton Nicolai, deutscher Mediziner (* 1722)
- 06. September: Richard Spaight senior, US-amerikanischer Politiker (* 1758)
- 17. September: Richard Owen Cambridge, englischer Dichter, Gutsbesitzer und Historiker (* 1717)
- 18. September: Jost Dürler, Schweizer Offizier in französischen und englischen Diensten (* 1745)
- 19. September: Luisa Maria von Neapel-Sizilien, Großherzogin der Toskana (* 1773)
- 20. September: Johann Georg Schulthess, Schweizer reformierter Theologe (* 1758)
- 24. September: Alexander Radischtschew, russischer Philosoph und Revolutionär (* 1749)
- 26. September: Maurus Meyer von Schauensee, Schweizer Patrizier und französischer General (* 1765)
- 26. September: Jurij Vega, slowenischer Mathematiker (* 1754)
- 29. September: August Batsch, deutscher Botaniker (* 1761)
- 30. September: Michail Iwanowitsch Koslowski, russischer Bildhauer und Hochschullehrer (* 1753)
- 09. Oktober: Ferdinand, Herzog von Parma, Piacenza und Guastalla (* 1751)
- 21. Oktober: Philipp Karl von Alvensleben, preußischer Staats-, Kriegs- und Kabinettsminister (* 1745)
- 22. Oktober: Samuel Arnold, englischer Komponist (* 1740)
- 22. Oktober: Madeleine-Sophie Arnould, französische Schauspielerin, Sängerin und Salonière (* 1744)
- 24. Oktober: Ludovico Manin, letzter Doge von Venedig (* 1726)
- 26. Oktober: John E. Colhoun, US-amerikanischer Politiker (* 1749)
- 29. Oktober: Charles Alexandre de Calonne, französischer Staatsmann (* 1734)
- 02. November: Charles Leclerc d’Ostin, französischer General (* 1772)
- 07. November: Franz Ludwig Pfyffer, Schweizer Politiker und Kartograf (* 1716)
- 14. November: Heinrich Friedrich Innocentius Apel, sächsischer Jurist und Politiker (* 1732)
- 15. November: George Romney, britischer Maler (* 1734)
- 16. November: André Michaux, französischer Botaniker und Forschungsreisender (* 1746)
- 17. November: Johann Uphagen, deutscher Reeder, Kaufmann und bibliophiler Sammler (* 1731)
- 27. November: John Baptista Ashe, US-amerikanischer Politiker (* 1748)
- 05. Dezember: Lemuel Francis Abbott, englischer Porträtmaler (* 1760 oder 1761)
- 17. Dezember: Johannes Wiedewelt, dänischer Bildhauer (* 1731)
- 20. Dezember: Carl Gottlob Beck, Buchdrucker, Buchhändler (* 1733)
- 27. Dezember: Wilhelm Heinrich Bethmann, deutscher Orgelbauer (* 1745)
- 27. Dezember: Johann Gottfried Brügelmann, deutscher Unternehmer (* 1750)
- 27. Dezember: Johann Joachim Busch, deutscher Architekt und Bildhauer (* 1720)
- 27. Dezember: Jens Juel, dänischer Maler (* 1745)
- 28. Dezember: Johann Jakob Morff, württembergischer Maler (* 1736)

### Genaues Todesdatum unbekannt
- Nicolás Antonio de Arredondo, spanischer Offizier, Kolonialverwalter und Vizekönig des Río de la Plata (* 1726)
- John Hunter, US-amerikanischer Politiker (* 1732)